# Кинеска препелица
Кинеска препелица (лат. Coturnix chinensis) је најмања врста препелице.
Распрострањена је у свету од југоисточне Азије до Океаније са девет различитих подврста. Настањује густе, влажне травњаке уз планине до 1.800 метара надморске висине.

## Изглед
Дуга је 12.5-14 центиметара, а тешка је 28-40 грама. Женка је већа од мужјака. Распон крила код женке је 66-67 милиметара, док је код мужјака 65-78 милиметара. У просеку, реп мужјака је дуг 25 милиметара, док је женкин незнатно већи.
Природна боја мужјака је тамносмеђа са тамноплавосивим прсима, кестењасто-црвеним стомаком, црним грлом и црном траком испод ока. Женка је потпуно смеђа са риђе-смеђим прсима и стомаком. И мужјаци и женке имају црн кљун, жуте до наранџасте ноге и стопала, и кратки, тамносмеђи реп.

## Размножавање
Кинеска препелица је моногамна птица. Гнездо гради само женка, а као локацију одабира удубљења у тлу обложена травом. У гнезду се налази 4-10, ретко чак и 14 јаја. Боја јаја варира, јаја могу бити од жућкасте до тамносмеђе боје. Јаја су димензија 24.5x19 мм и тешка су 5 грама. Јаја су маслинасто зелене до смеђе боје и имају тамносмеђе мрље. Женка излеже јаја 16 до 17 дана. Пилићи од првог дана једу исту храну као и родитељи (краставац, зелена салата, брашнар, као и остале биљке и инсекти). Пилићи расту брзо, па постају полно зрели након само месец дана. О томе колико пута се годишње ова препелица гнезди зависи од количине хране.

## Узгој препелица
Ова препелица постала је јако популарна за чување и узгој, зато што је лака за одржавање и доста прилагодљива, те се лако може узгајати и у кавезима и авијаријумима. Трошкови за њену куповину и одржавање су врло малени, те јако мало времена користи за храну и воду. Ако има правилну прехрану, женка излегне једно јаје дневно. Развијене су бројне мутације ове препелице, а најчешћа и највероватније прва је сребрна, која је слична као и дивљи тип, само што јој је перје сиво или сребрнкасто. Ту су и бела (није албино), разни типови смеђе, ишарана сребрнасто-сива и многе друге.

## Подврсте
Постоји девет подврста:
- C. c. chinensis (Linnaeus, 1766) - Индија и Шри Ланка, Малајско полуострво, Индокина, југоисточна Кина и Тајван
- C. c. colletti (Mathews, 1912) - северна Аустралија
- C. c. lepida (Hartlaub, 1879) - Бизмарков архипелаг
- C. c. lineata (Scopoli, 1786) - Филипини, Борнео, Мала Сундска острва, Сулавеси и Молучка острва
- C. c. novaeguineae (Rand, 1941) – брдске шуме на Новој Гвинеји
- C. c. palmeri (Riley, 1919) - Суматра и Јава
- C. c. papuensis (Mayr, Rand, 1936) – југоисточни део Нове Гвинеје
- C. c. trinkutensis (Richmond, 1902), Андаманска острва и Никобари
- C. c. victoriae (Mathews, 1912) – источна Аустралија